# Sphaerolobium
Genre
Sphaerolobium est un genre de plantes à fleurs dicotylédones de la famille des Fabaceae, sous-famille des Faboideae, originaire d'Australie, qui comprend une vingtaine d'espèces acceptées.

## Liste d'espèces
Selon The Plant List (28 novembre 2018) :
- Sphaerolobium acanthos Crisp
- Sphaerolobium alatum Benth.
- Sphaerolobium daviesioides Turcz.
- Sphaerolobium drummondii Turcz.
- Sphaerolobium fornicatum Benth.
- Sphaerolobium gracile Benth.
- Sphaerolobium grandiflorum Benth.
- Sphaerolobium linophyllum (Hugel) Benth.
- Sphaerolobium macranthum Meissner
- Sphaerolobium medium R.Br.
- Sphaerolobium nudiflorum (Meissner) Benth.
- Sphaerolobium pubescens Butcher
- Sphaerolobium pulchellum Meissner
- Sphaerolobium racemulosum Benth.
- Sphaerolobium rostratum Butcher
- Sphaerolobium scabriusculum Meissner
- Sphaerolobium validum Butcher
- Sphaerolobium vimineum Sm.